# 9К35 Стрела-10
9К35 Стрела-10 е съветски зенитно-ракетен комплекс (по класификация на НАТО: SA-13 „Gopher“), предназначен за визуално наблюдение и унищожаване на въздушни цели на малка височина (самолети, хеликоптери).
Приет на въоръжение през 1976 година. Главен конструктор е Александър Нуделман.

## Характеристики
- Маса на пусковата установка – 12,3 тона, на ракетата – 42 кг.
- Зона на поражение: по височина: 0,01 – 3,5 км, по далечина – 0,5 – 5 км.
- Разчет на пусковата установка – 3 души.

## Оператори
- България – 20
- Северна Корея
- Куба
- Чехословакия след разделянето:
  -  Чехия[1]
  -  Словакия
- Унгария
- СССР – Разпределени между републиките от съюза
  -  Армения
  -  Беларус – 350 SA-8, SA-11, SA-12 и SA-13[2]
  -  Русия
  -  Украйна – 150[3]
- Югославия – Разпределени между страните от федерацията:
  -  Хърватия – 10 (Хърватска разработка)
  -  Сърбия – 18
  -  Северна Македония – 21